# تكبير الأرداف
تكبير الأرداف (بالإنجليزية: Buttock augmentation)‏ هو مصطلح يندرج تحت جراحات التجميل وجراحات حقن وشفط الدهون ويشمل كافة الإجراءات اللازمة لتصحيح العيوب الخلقية، وهو بالتحديد مشتمل تحت العمليات الجراحية الخاصة بعيوب وتشوهات الأرداف وتشريح المنطقة الألوية المكتسبة. ويهدف في الأساس إلى التحسين الجمالي (عن طريق تكبير أو تصغير) محيط الأرداف، بحيث تشتمل الإجراءات التصحيحية لتكبير الأرداف وإصلاح الأرداف الوضع الجراحي لزرع الألوية (بدلة الأرداف) ونحت الدهون (نقل الدهون وشفط الدهون)، ونحت الجسم (بالجراحة) لحل الخلل أو التشوه الخاص بالمريض في منطقة الألوية. وعلاوة على ذلك، في التطبيق العملي لجراحات تغيير الجنس وكذلك في جراحات التحويل جنسي والتصحيح الجنسي وأيضاً في حراجات النساء اللاتي يرغبن في تعزيز الانحناء التشريحي لمنطقة الألوية لديهن من أجل الحصول على الأرداف المؤنثة بشكل ملحوظ وكذلك في منطقة الوركين (من الخلف والجانب) للتباين مع شكل الوركين الذكوريين.

## هناك نوعان من عمليات تكبير الارداف
- رفع الأرداف.
- تكبير الأرداف جراحياً من خلال إدراج زرع مصبوب اصطناعي أو عن طريق استخدام مواد مثل المطاط الصناعي.

## نظرة عامة على تجميل الأرداف
الغرض الوظيفي من عضلات الأرداف هو إقامة مشية مستقرة (مشية متوازنة) للرجل أو المرأة التي تتطلب تصحيحًا جراحيًا لعيب أو تشوه في منطقة الألوية، لذلك فإن استعادة الوظيفة التشريحية هي الاعتبار العلاجي الذي يحدد إجراء تجميل الأرداف الذي سيصحح بشكل فعال عضلات الأرداف المتضررة. تشمل التقنيات المطبقة للجراحة والتصحيح الوضع الجراحي لزرع الألوية، اللوحات النسيجية الذاتية استئصال (قطع وإزالة) الأنسجة التالفة، وزيادة حقن الدهون. وشفط الدهون - لحل الخلل أو التشوه الناجم عن إصابة رضية (حادة، اختراق، انفجار) لعضلات الأرداف (الألوية الكبيرة، الألوية المتوسطة، الألوية الصغرى) وأي تشوه في الشكل التشريحي للأرداف. وبالمثل فإن الأساليب التصحيحية تنطبق على علاج ترهل الجلد في الجسم، وتشوهات العضلات والعظام التي قدمها المريض السابق الذي كان يعاني من السمنة، بعد إجراء جراحة علاج البدانة لفقدان الوزن بشكل كبير ولعلاج العيوب الخلقية والتشوهات الخلقية في منطقة الألوية.

## التشريح الجراحي للأرداف

### الأصول العضلية والمدخلات

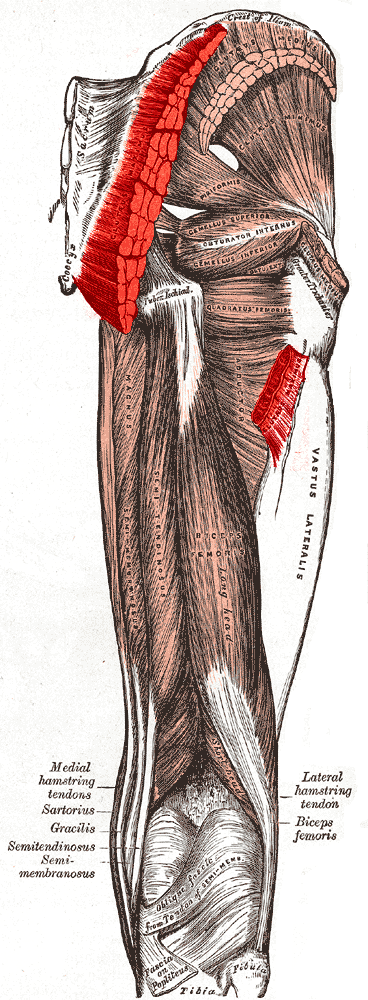
ترقيع الألوية: التشريح الجراحي لعضلة الألوية الكبرى، كما هو الحال في جراحة رفع الأرداف.

من الناحية التشريحية تتكون كتلة كل ردف أساسًا من عضلتين (2) - عضلة الألوية الكبيرة وعضلة الألوية المتوسطة - والتي تغطيها طبقة من دهون الجسم الدهنية. تنتهي الجوانب العلوية للأرداف عند قمة الحرقفة (الحواف العلوية لأجنحة الحرقفة، والحواف الجانبية العلوية للحوض الأكبر)، وتنتهي الجوانب السفلية للأرداف عند التجعد الألوي الأفقي، حيث الأرداف ينضم التشريح إلى الجزء الخلفي العلوي من الفخذين. تحتوي عضلة الألوية الكبرى على نقطتي إدخال (2): (1) الجزء العلوي الثلث (1/3) من خط أسبيرا (الخط الخشن) من عظم الفخذ (عظم الفخذ)، و (2) الجزء العلوي من السبيل الحرقفي (تعزيز ليفي طويل من اللفافة اللاتينية العميقة للفخذ). تنقسم عضلات الألوية الكبيرة اليسرى واليمنى (الخدين المؤخرة) رأسياً بواسطة الشق بين الألوية (شق المؤخرة) الذي يحتوي على فتحة الشرج.
العضلة الألوية الكبيرة هي عضلة كبيرة وسميكة جدًا (6-7 سم) على العجز، وهو عظم كبير مثلثي يقع في قاعدة العمود الفقري، وفي الجزء العلوي والخلفي من تجويف الحوض، حيث يتم إدخاله (مثل الإسفين) بين الفخذين عظام. الجزء العلوي من العجز متصل بالفقرة القطنية الأخيرة (L5)، وبأسفل العصعص (عظم الذنب). في الأصل، تمتد عضلة الألوية الكبرى لتشمل أجزاء من العظم الحرقفي، والعجز، والعصعص، والرباط العجزي، وحدبة الإسك.
مثل كل عضلة منطقة الحوض، تنشأ عضلة الألوية الكبيرة من الحوض. ومع ذلك، فهي عضلة الحوض الوحيدة التي لم يتم إدخالها في المدور (رأس عظم الفخذ)، وهي محاذية تقريبًا لعظم الفخذ واللفافة لاتا (اللفافة العميقة للفخذ)؛ تغطي أنسجة عضلة الألوية الكبيرة فقط الوجه الخلفي والجانبي للمدور، وهناك تشكل الجراب (المحفظة) التي تواجه الجزء الداخلي من الفخذ.

### الأعصاب
يتم إجراء التعصيب الحركي للعضلة الألوية الكبرى بواسطة العصب الألوي السفلي (أحد عصب الضفيرة العجزية) ويمتد من الحوض إلى منطقة الألوية، ثم يمر الثقبة الوركية الأكبر (الفتحة) من الخلف وإلى الوسط إلى ثم تنضم إلى العصب الوركي.ينقسم العصب الألوي السفلي إلى ثلاثة (3) فروع جانبية: (1) فرع الألوية، (2) الفرع العجاني، و (3) الفرع الفخذي.التشعب الأول - فرع الألوية - هو عصب فرعي قريب جدًا من ظهور العصب الألوي السفلي من المنطقة، بجانب الحد السفلي للعضلة الهرمية. عندما ينشأ، ينقسم العصب الألوي السفلي إلى أربع (4) شرائح أو أكثر (عصابات من الألياف العصبية) تنتقل (في تكوين قدم الغراب) بين العضلة الألوية الكبرى واللفافة الأمامية (الأمامية)؛ العصابات السميكة هي الشرائح الأعلى والأدنى. يمتد الجزء العلوي من الشرائح بشكل عمودي تقريبًا، بالقرب من العجز، ويعصب الجزء العلوي من عضلة الألوية؛ ينتقل الجزء الأكثر انخفاضًا، الذي يتمتع بأعلى عيار، قريبًا جدًا ومتوازيًا من الرباط العجزي؛ توفر الشرائح السفلية الأكبر تشعبات الأعصاب الفرعية المقاييس الدقيقة التي تعصب عضلة الألوية من خلال وجهها الأمامي (الأمامي).
في التطبيق الجراحي ونحت الجسم، يقوم الجراح التجميلي بإنشاء جيب الزرع - إما من أجل البدلة الألوية أو لحقن الدهون الذاتية - عن طريق تقويض العضلة الألوية الكبرى بتقنية تشريح تتجنب العجز والرباط العجزي والرباط العجزي حدبة الإسك.والتي، في حالة قطعها عن طريق الخطأ، قد تعزل الجزء الخلفي (الخلفي) من العضلات وتؤدي إلى إزالة العصب وفقدان وظيفة الأعصاب والتعصيب.

### الأوعية الدموية
يقوم الشريان الألوي العلوي، والشريان الألوي السفلي، والأوردة الألوية العلوية، والأوردة الألوية السفلية بغسل عضلة الألوية الكبرى بالدم الشرياني والوريدي.يحدث تكوين الأوعية الدموية، وهو مدخل الأوعية الدموية إلى أنسجة العضلات، في الوجه الأمامي (الأمامي) للعضلة، بالقرب جدًا من العجز.عندما تدخل الشرايين والأوردة كتلة عضلة الألوية، فإنها تنقسم إلى تشعبات أضيق للأوعية الدموية (تتشكل مثل الفروع الأفقية للشجرة)، والتي ينتقل معظمها بالتوازي مع ألياف العضلات.
في العملية الجراحية ونحت الجسم، يؤثر الجراح التجميلي على تقويض الجيب المزروع لعضلة الألوية الكبرى عن طريق فصل ألياف العضلات بعناية لتجنب قطع الأوعية الدموية ذات الصلة، مما قد يتداخل مع الري الدموي للأنسجة العضلية. لذلك، لإنشاء جيب مزروع، إما للألياف الاصطناعية أو لحقن الدهون، يتم إجراء تشريح عضلي منخفض الزاوية لتجنب خطر قطع أي فرع رئيسي - أعلى أو أدنى - من الشريان الألوي الذي ينتقل قريب جدا من العجز والرباط العجزي.

## الإجراءات الجراحية

### العلاج الجراحي
في حين أن حل عيوب وتشوهات منطقة الألوية يمكن أن يتحقق جراحيًا، فإن تقييم درجة شدة الإصابة ينظم العلاجات العلاجية إلى ثلاثة أنواع: (1) تكبير الأرداف، (2) تصغير الأرداف، و (3) علاجات عدم انتظام الكونتور التي تجمع بين الجراحة ونحت الدهون (شفط الدهون وحقن الدهون).

### علاجات تكبير الأرداف

#### زرع الألوية
يتم تحقيق تكبير الأرداف بواسطة غرسة الألوية، والتي يتم وضعها تحت كل عضلة الألوية الكبرى؛ يتم إدخال الطرف الاصطناعي للأرداف من خلال شق في خط الوسط (بعرض 5-8 سم) فوق عظم الذنب (العصعص). تعتبر عملية تكبير الأرداف من أكثر الطرق فعالية لتكبير الأرداف لدى الرجل أو المرأة التي يمتلك جسمها القليل من مخزون الدهون الزائدة في الجزء السفلي من الجذع والأرداف والفخذين والمناطق التشريحية حيث جسم الإنسان عادة يخزن الدهون الزائدة في الجسم. بعد الجراحة، بسبب القطع (الشق) في لحم عضلات عظم الذنب، يمكن أن يستغرق الشفاء الكامل للأنسجة المكبرة حوالي 6-8 أشهر، حيث تسترخي الأنسجة العضلية الألوية، والأرداف المستقرة يتم دمج الأطراف الاصطناعية في منطقة الألوية. يمكن إجراء عملية الزرع لمريض إما مخدر أو مخدر، إما تحت التخدير العام أو تحت التخدير الموضعي.مدة غرفة العمليات المعتادة لإجراء تكبير الأرداف حوالي ساعتين. يمكن إدارة الإجراء إما كعلاج ليلي للمرضى الداخليين أو كعلاج للمرضى الخارجيين في المستشفى. نظرًا لطبيعة الشقوق الجراحية لعضلات الألوية الكبرى، فإن الإدارة العلاجية لآلام ما بعد الجراحة (في مواقع الجرح الجراحي) والتئام الأنسجة الطبيعي تتطلب عادةً فترة نقاهة لمدة 4-6 أسابيع، وبعد ذلك يستأنف المريض حياته. أو أنشطتها الطبيعية.

#### حقن الدهون
يتم إجراء تكبير وتصغير الأرداف عن طريق العلاج بنقل الدهون الذاتية (حقن الدهون) من خلال الأنسجة الدهنية الزائدة التي يتم حصادها من البطن والأجنحة والفخذين للمريض. في عام 1987، وصف الدكتور إدواردو كروليج، جراح التجميل الفنزويلي، هذه التقنية مستخدماً اسم «حقن الدهون» لأول مرة، مشيرًا إلى مناطق الجسم حيث تكون التقنية مفيدة. إن عملية شفط الدهون اللطيفة التي يتم تطبيقها لحصاد الدهون الذاتية تؤدي إلى الحد الأدنى من اضطراب الأنسجة المحلية، وخاصة طبقة النسيج الضام بين الجلد والأنسجة العضلية تحت الجلد مباشرة. ثم يتم حقن الدهون المحصودة في منطقة الجسم ذات الصلة في منطقة الألوية، من خلال قنية دقيقة يتم إدخالها من خلال شق صغير، مما ينتج عنه ندبة قصيرة وضيقة. إن عملية حقن الدهون وزيادتها باستخدام دهون جسم المريض تتجنب احتمال رفض الأنسجة، كما أنها أقل توغلاً من جراحة زرع الأرداف. لذلك، اعتمادًا على صحة المريض، تسمح فترة النقاهة له أو لها باستئناف الأنشطة اليومية العادية في الحياة بعد يومين من الجراحة، والنطاق الكامل للنشاط البدني بعد أسبوعين من الجراحة. علاوة على ذلك، فإن عملية شفط الدهون من الدهون الزائدة في الجسم تحسن المظهر الجمالي لمواقع المتبرعين بالدهون في الجسم. ومع ذلك، من الناحية الفسيولوجية، فإن كيمياء إدارة الصحة الطبيعية لجسم الإنسان لا تمتص (تتكسر وتزيل) بعض الأنسجة الدهنية المحقونة، وبالتالي قد تقلل من الزيادة. وفقًا لدرجة تناقص الحجم والكونتور الناجم عن امتصاص الدهون، قد يحتاج المريض إلى جلسات إضافية من العلاج بنقل الدهون للوصول إلى الحجم والشكل ومحيط الأرداف المطلوب.

#### نحت الجسم
يتم تحقيق تكبير الأرداف، عن طريق إعادة ترتيب العضلات والأنسجة الدهنية ذات الصلة وتعزيزها في منطقة الألوية، من خلال إجراء جراحة تجميل الألوية (السدائل الجلدية تحت الجلد) ونحت الدهون (شفط الدهون، وحقن الدهون). من الناحية العلاجية، يعد هذا الإجراء المشترك للتصحيح والتعزيز علاجًا واقعيًا وممكنًا لشد الجزء السفلي من الجسم للرجل والمريضة التي خضعت لفقدان الوزن بشكل كبير (MWL) في سياق علاج السمنة من خلال جراحة السمنة. في حالة الرجل أو المرأة الذي يعرض أردافًا مسطحة غير متوقعة (نقص تنسج الألوية)، ودرجة من تدلي عضلة الألوية (التدلي، السقوط إلى الأمام)، حيث لن تكون جراحة زرع الألوية أو حقن الدهون كافيين لاستعادة الكفاف التشريحي الطبيعي لمنطقة الألوية، وتطبيق العلاج المشترك لجراحة سديلة الجلد الدهنية الذاتية وحقن الدهون يمكن أن يحقق التصحيح الوظيفي المطلوب والمحيط الجمالي.

### علاجات تصغير الارداف
تشمل طرق تصغير حجم الأرداف أنواعًا مختلفة من شفط الدهون، مثل استئصال الدهون (مع أو بدون تحسين بالموجات فوق الصوتية) لتقليل الدهون الزائدة في الجسم، ونحت الدهون السطحي، لإعادة تشكيل وصقل وإعادة تشكيل المحيط الطبيعي للجسم.علاج للحد من الأرداف المعتادة هي استئصال الشحم مع التطبيقية انتفاخ والتخدير، حيث يتم حصاد الدهون في الجسم بواسطة الشفط (شفط) من خلال قنية عيار صغير (2-4 مم) التي يتم إدخالها من خلال شق صغير، إما إلى التلم بين الألوية (شق المؤخرة)، أو في المنطقة العلوية من عضلة الألوية الكبرى.

#### استئصال الدهون بالموجات فوق الصوتية
يمكن لشفط الدهون بمساعدة الموجات فوق الصوتية أن يزيل بسرعة كمية كبيرة من دهون الجسم لتصحيح حدوث الحثل الشحمي بشكل ملحوظ، وترسب الدهون في الأرداف والمناطق التشريحية ذات الصلة. تعمل آلة شفط الدهون بالموجات فوق الصوتية على تسييل الأنسجة الدهنية الزائدة، وبالتالي تسهل إزالتها بسهولة من خلال استئصال الشحم بالشفط التقليدي. حصد الدهون السريع الذي تسمح به تقنية استئصال الدهون بالموجات فوق الصوتية قد قضى على الشقوق الجراحية الأكبر (الطويلة والواسعة) التي كانت مطلوبة في السابق لإزالة حجم كبير من الأنسجة الدهنية. ومع ذلك، وبسبب حساسية أنسجة المنطقة الألوية، يتم تبريد جلد المنطقة المانحة ذات الصلة من أجل منع تلف الحرارة فوق الصوتية الناجم عن تسييل وإزالة الدهون الدهنية الزائدة.

#### نحت الدهون السطحي
يتم إجراء إعادة تشكيل الأرداف باستخدام عملية نحت الدهون باستخدام قنية صغيرة (2 مم) خصيصًا لنحت دهون الجسم السطحية، ويتحدد تكوينها (عدد المنافذ المفتوحة) حسب نوع ودرجة تصحيح الألوية المطلوب تحقيقه. لنحت ملامح مستديرة لعضلات الأرداف ذات الشكل المربع، يسمح نحت الدهون السطحي للجراح التجميلي بالتحكم في معدل الحقن في حجم الدهون. علاوة على ذلك، يمكن الجمع بين شفط الدهون السطحي وطرق علاج أخرى لتحديد منطقة الألوية لتحقيق التصحيح الوظيفي والتشريحي المطلوب والتعزيز الجمالي الذي يسعى إليه المريض، مثل إعادة تشكيل المنطقة الجانبية من الأرداف إلى شكل رياضي. أشارت دراسة تحديد منطقة الألوية باستخدام تقنية Tumescent Liposculpture (2011) إلى أن التحديد الفعال لمنطقة الألوية يمكن تحقيقه بشكل أفضل من خلال تكييف تقنيات تقليل شفط الدهون وحقن الدهون مع التضاريس التشريحية لمناطق الجسم المراد تصحيحها. علاوة على ذلك، أشارت دراسة نحت منطقة الألوية عند النساء: التعزيز والتكبير (2011) إلى أن الخطوط الطبيعية للأرداف والفخذين تتحقق بشكل فعال من خلال عملية تجميل الألوية المختلطة بين شفط الدهون الانتقائي وحقن الدهون، مما يقلل من الحاجة إلى الإجراءات الجراحية الشديدة، يقلل من خطر حدوث مضاعفات طبية، ويختصر وقت شفاء الجروح، ويقلل من ندبات ما بعد الجراحة. بالإضافة إلى أي طريقة لتصحيح الأرداف، تسهل عملية نحت الدهون السطحي علاج عدم انتظام الكفاف، والمراجعة الجراحية للندبات، وتصحيح انخفاضات منطقة الألوية.

## الجراحة

### نحت جراحي لمنطقة الألوية

#### ما قبل الجراحة
لتلبية المتطلبات الوظيفية والتوقعات الجمالية (صورة الجسم) للمريض، يضع جراح التجميل خطة جراحية واقعية ومجدية لتصحيح أوجه القصور التشريحية لمنطقة الألوية. يحدد الجراح والمريض مكان ندبات الجرح الجراحي، ويحددان أفضل وضع جراحي، للسماح بالتعرض الصحيح للتشريح المناسب المراد تصحيحه. نظرًا لأن الإجراء الجراحي يتطلب تصحيح تورم وتخدير منطقة الألوية المراد تصحيحها، فإن الطبيب وطبيب التخدير يحددان أحجام التخدير والسوائل المنتفخة التي سيتم إعطاؤها للمريض أثناء العملية، وبالتالي تجنب مخاطر الأدوية الجرعة الزائدة والسمية.

#### أثناء الجراحة
بمجرد أن يكون المريض على قمة طاولة العمليات، يقوم الجراح بوضعه أو وضعها بشكل أفضل لكشف منطقة الألوية ذات الصلة التي سيتم تصحيحها أو تحديدها أو كليهما؛ الموقف الجراحي المعتاد هو وضع الانبطاح (الوجه لأسفل)، ولكن يمكن أيضًا وضع المريض بشكل جانبي (على جانبه أو جانبها). خطة تصحيح الجراحية يمكن أن يرسم ويكتب إلى جسم المريض عندما كان هو أو هي مستيقظا (قبل التخدير أو تخدير) أو أنه يمكن أن يرسم عندما يكون المريض على طاولة العمليات (بالفعل مخدرا أو مخدرة). في التطبيق العملي، يتيح الخيار الثاني لجراح التجميل حرية أكبر في التعامل مع المريض بشكل صحيح في الوضع الأنسب لإجراء جراحة نحت الجسم.

#### عوامل الجراحة
بمجرد أن يكون المريض في وضع الجراحة، يبدأ الجراح في تصحيح شفط الدهون عن طريق إحداث شقوق في علامات خطة التصحيح الجراحي، ثم يتسلل (يحقن) محلول التخدير والعقاقير المسببة للتورم، وعادة ما يكون مزيجًا من الليدوكائين والإبينفرين.يتم اختراق حجم محلول التخدير المتورم تدريجياً إلى منطقة الألوية ذات الصلة، من أجل تجنب الأعصاب والتركيبات التشريحية الأعمق للعضلة الألوية الكبرى. تحدد السمات التشريحية المعينة التي يجب تحديدها أنواع الكانيولا (المقياس والحجم والدرجة) المستخدمة للتأثير والتحكم في حصاد الدهون الزائدة من جسم المريض.
لتكبير حقن الدهون، يقوم الجراح أولاً بتشريح وإعداد جيب التكبير الذي سيتم حقن الأنسجة الدهنية الذاتية فيه. يتجنب الخلق الجراحي (تشريح العضلات) لجيب التكبير تعصيب الألوية (العصب الألوي العلوي والعصب الألوي السفلي) والجهاز الوعائي (الوريدي والشرياني) للعضلة الألوية الكبرى.بعد ذلك، يخيط الجراح شق التشريح ويثبته بشريط لاصق لضمان بقاء جيب التكبير مفتوحًا، كما هو مشرح، وجاهزًا لتلقي حقن الدهون الدهنية. لمراجعة الندبات، من خلال الجراحة وحقن الدهون الذاتية، أو باستخدام الحشوات الاصطناعية الوباتية، يقوم الجراح بإغلاق الجروح تحت الجلد، والتي يتم بعد ذلك تضميدها.

#### ما بعد الجراحة
بعد الانتهاء من التصحيحات الجراحية وتحديد محيط المنطقة (المناطق) ذات الصلة من منطقة الألوية، يقوم الجراح بفحص المريض بدقة للتأكد من شفائه العام من العملية ؛ ويفحص كل شق جراحي للتأكد من خياطته وتثبيته بشكل صحيح، من أجل تسهيل الشفاء الهادئ لأنسجة عضلات الألوية، دون مضاعفات طبية. ينصح المريض بتجنب ممارسة الرياضة والنشاط البدني الشاق حتى 3 أسابيع بعد الجراحة. كيفية العناية المناسبة بجروح الشق الجراحي ؛ وكيفية ارتداء لباس ضاغط يحافظ على الأنسجة المصححة جراحيًا، وبالتالي ضمان شفاءها كوحدة تشريحية كاملة لمنطقة الألوية.

#### المتابعة والنقاهة
ينصح الطبيب المريض الذي خضع لعملية جراحية لتحديد الأرداف بزرع الألوية، أنه على الرغم من إمكانية ملاحظة النتائج الفورية، إلا أن محيط الجسم النهائي المصحح عادة ما يتم ملاحظته بعد 6 أشهر من الجراحة وبعد عام واحد - جراحي، وذلك حسب قدرات شفاء الأنسجة لجسم المريض. يحتاج مريض عملية نحت الجسم عادةً إلى حوالي 6 أشهر، وأحيانًا سنة واحدة قبل إنتاج الشكل النهائي المصحح للجسم. بالنسبة لكلا الإجراءين، في حوالي شهر واحد بعد الجراحة، يكون التحسن الجمالي الملحوظ ملحوظًا في مناطق الجسم المصححة، كما هو الحال مع التخلص من زيادة الوزن الأولية بعد الجراحة الناتجة عن احتفاظ الجسم بالتسلل والتخدير والتورم، سوائل. يُنصح المريض بارتداء رباط ضاغط لاحتواء التورم وتثبيت الأنسجة المصححة بحيث تلتئم كوحدة تشريحية واحدة في منطقة الألوية. علاوة على ذلك، خلال فترة النقاهة، لتسهيل تقلص الجلد إلى محيط الجسم الجديد المصحح، وللتخلص من التفاوتات والتجاعيد في الجلد والتورم الموضعي، يمكن للتطبيق المستمر للتدليك والعلاجات (العرضية) بالموجات فوق الصوتية أن تسهل تناقص حجم الجلد. شروط ما بعد الجراحة.

#### المضاعفات
يمثل النحت الجراحي ونحت الدهون في جسم الإنسان مضاعفات طبية محتملة مثل: التوقعات النفسية - صورة الجسم غير الملباة لتحسين الجمالية ؛ الكفاف المادي غير المتساوي والمحلي والعامة ؛ التفاعلات الفيزيولوجية - السامة للتخدير والأدوية المنتفخة والجهاز العصبي - تنمل، مناطق موضعية للخدر في الجزء (الأجزاء) المصححة من منطقة الألوية. تشمل المضاعفات الطبية المحتملة لعملية تكبير الأرداف الجراحية، وزرع الغرسة الألوية تحت العضلة، العدوى، وتفكك الجرح الجراحي الذي يكشف الزرع، وجراحة المراجعة، وتمزق الغرسة، والورم المصلي (جيب السائل المصلي الصافي)، والمحفظية التقلص، وعدم تناسق المنطقة المصححة، وتحويل الغرسة، والتصحيح الجراحي المفرط، وإصابة العصب الوركي، وتنمل (وخز الجلد). المضاعفات الطبية المحتملة لتكبير الأرداف تشمل ارتشاف الجسم لبعض الدهون الدهنية المحقونة، محيط غير متماثل لمنطقة الجسم المصححة، محيط غير منتظم للجسم، ورم مصلي، خراج (صديد محاط بنسيج ملتهب)، التهاب النسيج الخلوي (تحت الجلد) التهاب النسيج الضام) وتنمل.

### المخاطر
مثل معظم الإجراءات الطبية، تأتي عملية تكبير الأرداف مع مخاطر قد يهدد بعضها الحياة. أبلغ ما مجموعه 413 من جراحي التجميل المكسيكيين عن 64 حالة وفاة مرتبطة بشفط الدهون، مع 13 حالة وفاة ناجمة عن حقن الدهون في الألوية. في كولومبيا، تم توثيق تسع حالات وفاة. من بين 13 حالة وفاة في المكسيك، حدثت ثماني (61.6 في المائة) أثناء حقن الدهون، في حين أن الخمس المتبقية (38.4 في المائة) حدثت خلال الـ 24 ساعة الأولى. في كولومبيا، حدثت ست حالات وفاة (77.7 بالمائة) أثناء الجراحة وثلاث حالات (22.2 بالمائة) بعد الجراحة مباشرة.  تم الإبلاغ عن الوذمة الليمفاوية الثانوية في الأطراف السفلية كأثر جانبي غير عادي لحقن السيليكون السائل على الوركين والأرداف بينما تم أيضًا إدراج الجلطات الدموية وإزاحة الغرسة والانفجار ضمن بعض المخاطر.   يمثل النحت الجراحي ونحت الدهون في جسم الإنسان مضاعفات طبية محتملة مثل: التوقعات النفسية - صورة الجسم غير الملباة لتحسين الجمالية ؛ الكفاف المادي غير المتساوي والمحلي والعامة ؛ التفاعلات الفيزيولوجية - السامة للتخدير والأدوية المنتفخة والجهاز العصبي - تنمل، مناطق موضعية للخدر في الجزء (الأجزاء) المصححة من منطقة الألوية. تشمل المضاعفات الطبية المحتملة لعملية تكبير الأرداف الجراحية، وزرع الغرسة الألوية تحت العضلة، العدوى، وتفكك الجرح الجراحي الذي يكشف الزرع، وجراحة المراجعة، وتمزق الغرسة، والورم المصلي (جيب السائل المصلي الصافي)، والمحفظية التقلص، وعدم تناسق المنطقة المصححة، وتحويل الغرسة، والتصحيح الجراحي المفرط، وإصابة العصب الوركي، وتنمل (وخز الجلد). تشمل المضاعفات الطبية المحتملة لتكبير الأرداف ارتشاف بعض الدهون الدهنية المحقونة، وعدم تناسق محيط الجسم المصحح، وعدم انتظام محيط الجسم، والورم المصلي، والخراج (القيح المحاط بنسيج ملتهب)، والتهاب النسيج الخلوي (تحت الجلد) التهاب النسيج الضام) وتنمل.

#### التوقعات غير الملباة
في التطبيق الجراحي لعلاج نحت الجسم، يمكن أن تختلف توقعات صورة الجسم للمريض عن شكل الجسم الذي هو نتيجة العملية الجراحية التي تم إجراؤها. يمكن تجنب مثل هذه التوقعات الجمالية غير المستوفاة في مرحلة الاستشارة السابقة للعملية، حيث يقوم الطبيب والمريض، بموافقة مستنيرة، بوضع خطة جراحة واقعية وممكنة لتحقيق نتيجة تصحيحية مرضية للطرفين (وظيفية وجمالية) للعملية من أجل منطقة الألوية، منطقة الأرداف والفخذ.

#### مشاكل محيط المنطقة
يمكن منع مشاكل محيط منطقة الألوية المصححة من خلال الاستخدام التشغيلي للقنيات صغيرة الحجم (حوالي 2.0 مم) خصيصًا لشفط الدهون السطحي ؛ ومع تطبيق نظام الحصاد المتقاطع للدهون الزائدة في الجسم، لتجنب إزالة الكثير من الأنسجة الدهنية، والتي قد تشوه محيط منطقة المتبرع بالدهون للمريض. المشاكل المحتملة التي قد تنشأ عن شفط الدهون بالموجات فوق الصوتية هي حروق الجلد والتندب الضخامي، والتي قد تحدث إذا لم يتم تبريد الجلد المتبرع بالدهون وحمايته أثناء حصاد الدهون. ولهذه الغاية، فإن تسريب محلول يحفز الانتفاخ في المنطقة (المناطق) المانحة للدهون يساعد في تبريد جلد المريض أثناء حصاد الدهون بالموجات فوق الصوتية ؛ وبالمثل، يتم وضع المناشف المبللة، واقي الجلد، وتسلل سائل التبريد المستمر للقنية في غلاف مدمج.

#### مضاعفات الدواء (مخدر وتورم)
تسلل من محلول التخدير - وانتفاخ -inducing العقاقير يمكن تقديم مضاعفات طبية مثل السائل الزائد من الأنسجة، واستبدال غير كاف من الحل اخترقتها، والتقسيم (الفصل) من تسلل واحد إلى عدة أحواض السباحة، والتي ثم تتم إزالتها عن طريق شفط الدهون. علاوة على ذلك، أثناء التخدير، قد يكون الحفاظ على ضغط الدم المستقر للمريض أمرًا صعبًا، مما يزيد من احتمالية حدوث نزيف، وإمكانية حدوث تسمم مخدر إذا تم إعطاء جرعات زائدة عن طريق الارتشاح ؛ وتظهر الأعراض كما الجهاز العصبي المركزي (CNS) تكرارات المخدرات التي يسببها القلق والتوجس، والأرق، والعصبية، والارتباك، والارتباك، والدوخة، وعدم وضوح الرؤية، والهزات، والغثيان، والتقيؤ، والارتعاش، والمضبوطات، وبالمثل، من مظاهر النعاس، وفقدان الوعي، واكتئاب الجهاز التنفسي، والسكتة التنفسية. علاوة على ذلك، فإن أعراض السمية لعقار محفز للتورم (مثل الأدرينالين) قد تسبب أعراض الجهاز العصبي المركزي، ولهذا السبب فإن التطبيق العملي لعقار منتفخ محدود طوال العملية.

#### خدر (تنميل)
بعد الجراحة، قد تحدث مناطق خدر موضعية (تنمل) في الجزء (الأجزاء) المحيطية من منطقة الألوية، وقد تستمر لفترة طويلة بعد الجراحة. ومن ثم، يُنصح المريض بتسهيل إعادة توعية منطقة (مناطق) الخدر باستخدام تدليك لطيف، لمنع تطور مضاعفات الورم العصبي، وتخفيف الألم. ومع ذلك، اعتمادًا على قدرات شفاء الأنسجة لدى المريض، يمكن أن يتعافى تمامًا بعد عامين من الجراحة.

### النتيجة
تعتمد نتيجة إجراء نحت الأرداف على العيب أو التشوه المحدد الذي يمكن تصحيحه بشكل فعال باستخدام نحت الدهون، بالموجات فوق الصوتية أم لا. ومع ذلك، يصعب تصحيح الندبات المكتئبة والعيوب المورفولوجية العميقة بسبب انحناء الأرداف كوحدة تشريحية، وبسبب تقلص الندبات في الأنسجة عبر انحناء الألوية. في مثل هذه الحالة، على الرغم من أن حقن حشوات الأنسجة (الذاتية أو الاصطناعية) لتصحيح العيب أو التشوه قد يكون غير دائم - فإنه عادة ما يعالج العيوب الوظيفية والجمالية التي يتطلبها المريض، وهو الغرض العلاجي من تجميل الأرداف.

## رفع المؤخرة البرازيلي
النوع الأكثر شيوعا لتعديل الأرداف بالحقن هو «رفع المؤخرة البرازيلي» ويسمى هذا الإجراء أيضا حقن الدهون ونقل الدهون.
عادة ما يتألف من شفط وتنسيق الدهون حول الأرداف وحقن كثير من الدهون في المؤخرة.
يتم شفط الدهون من أرداف المريض، بطنه أو من أماكن أخرى، تتم معالجتها وتنقيتها قبل إعادة حقنها. اعتمادا على مقدار الزيادة المرغوبة، قد يحتاج المريض للخضوع لعدد كبير من عمليات الحقن التي تتم في مواقع وأعماق مختلفة من مؤخرته.

## الزرع
زرعات الأرداف أمتن من زرعات الثدي وهي مصنوعة من وحدات مرنة غير قابلة للتسرب. توضع الزرعات باستخدام شق صغير فوق عضلات، أعلى منطقة الجلوس وتحت الصفاق المحيط بها لتأمينها.
التقنية السابقة لزيادة الحجم الداخل عضلي للأرداف تعمل على زيادة الثلث الأعلى فقط من المؤخرة في حين الزرع يمكن أن يعمل على المنطقة بأكملها. ندبة الجرح تشفي عادتاً وتصبح بالكاد مرئيا بعد عام واحد من تاريخ إجراء الجراحة.
في بعض البلدان يجوز استخدام حبات من زجاج الاكريليك لتكبير الارداف والتي يتم حقنها بكثرة بنفس الطريقة التي يتم بها حقن الدهون التي حصل عليها بالشفط.

## المتحولون جنسيا
يتم إجراء جراحة تكبير الارداف في بعض الأحيان على النساء المتحولات والمتغيرات جنسياً واللواتي يرغبن في الحصول على أرداف أكثر أنثوية. أجساد النساء الطبيعيات (توافق الهوية الجندرية مع الجنس البيولوجي) لها شكل أكثر بروزاً على مستوى الوركين من النساء المتحولات جنسيا، لذلك كان الهدف من العملية هو جعل شكل جسم المتحولات أكثر أنثوية. هذا النوع من الجراحة يشار إليه أيضا في بعض الأحيان «بزيادة الورك» أو «تكبير الورك». قد تحل هذه الجراحة محل استخدام حشوة الورك والأرداف.

## المخاطر
مثل كل عملية جراحية، لتكبير الأرداف بعض المخاطر ففي عام 2009 توفيت سولانج ماغنانو الفائزة بملكة جمال الأرجنتين لعام 1994 إثر مضاعفات لعملية تكبير أرداف أجرتها في بوينس آيرس، يعتقد أن السائل الذي تم حقنه في الأرداف قد وصل إلى رئتيها ودماغها.

## رأي الدين الإسلام في عمليات تكبير الأرداف
جاء في ورقة علمية مقدمة لندوة «العمليات التجميلية بين الشرع والطب» ما نصه:
. بذلك تعتبر العمليات الجراحية لتكبير الأرداف محرمة شرعاً.

## وصلات خارجية
- MyBodyPart جراحة الأعضاء التناسلية والأرداف